# النقل في الصحراء الغربية
النقل في الصحراء الغربية محدود للغاية عن طريق البحر والبر والجو، حيث تعتبر الجمال وسيلة النقل الأساسية في المنطقة الصحراوية.  يظل النقل البري بالحافلات هو وسيلة النقل الرئيسية.
كانت أجزاء من الصحراء الغربية مستعمرة إسبانية حتى عام 1975 باعتبارها آخر مقاطعة استعمارية في أفريقيا. واندلعت حرب بين تلك الدول وحركة التحرير الوطني الصحراوية، جبهة البوليساريو، التي أعلنت الجمهورية العربية الصحراوية الديمقراطية مع حكومة في المنفى في تندوف، الجزائر. انسحبت موريتانيا في عام 1979، وفي نهاية المطاف تمكن المغرب من السيطرة على معظم الأراضي، بما في ذلك جميع المدن الكبرى والموارد الطبيعية. وتم تنفيذ وقف إطلاق النار بوساطة الأمم المتحدة منذ عام 1997 بين البوليساريو والقوات المغربية.
يعبر أطول قطار شحن في العالم، قطار بضائع السكة الحديدية الموريتانية، الزاوية الجنوبية الشرقية للصحراء الغربية لمسافة قصيرة. وتعطل العبور عبر الصحراء الغربية خلال الحرب بين البوليسارو والقوات المغربية قبل تنفيذ وقف إطلاق النار في عام 1997.

## خلفية

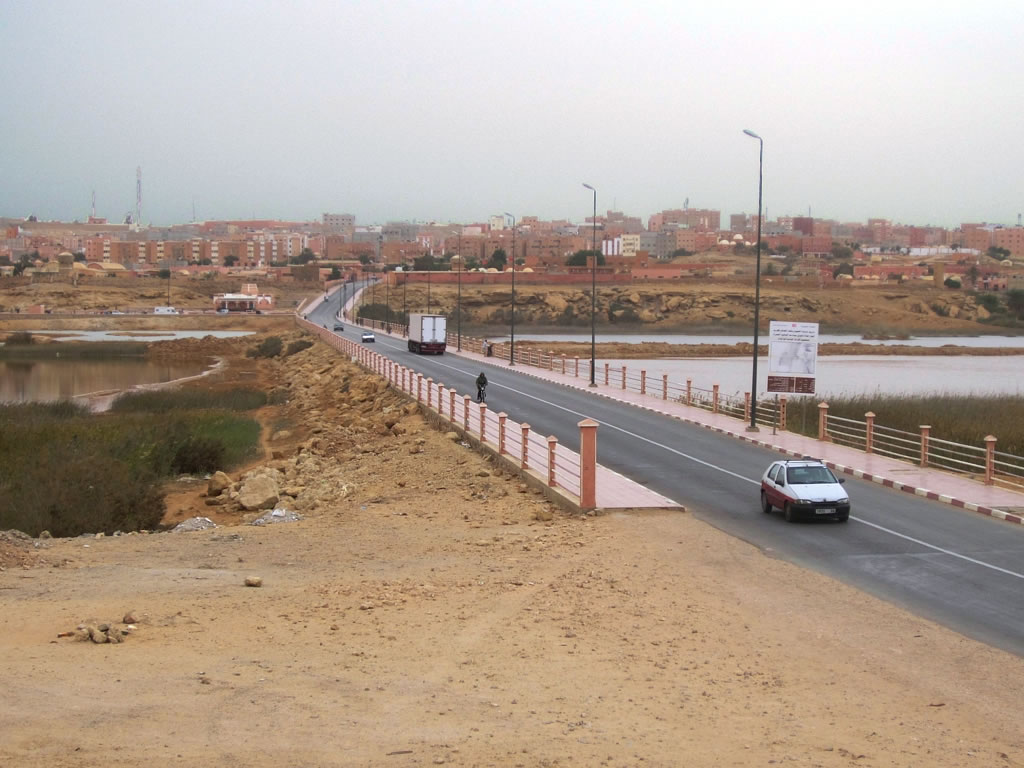
الطريق المؤدي إلى العيون من الشمال يعبر الساقية الحمراء

تشكلت جبهة البوليساريو عام 1973 للنضال من أجل حقوق الشعب الصحراوي. وهاجمت البوليساريو المواقع المغربية عدة مرات. واستمرت الحرب بين البوليساريو والمغرب على مكانة بارزة في المنطقة بدعم من الجزائر للبوليساريو والولايات المتحدة وفرنسا والمملكة العربية السعودية للمغرب.  نجحت جبهة البوليساريو في قطع نقل الفوسفور عبر الصحراء الغربية إلى ساحل المحيط الأطلسي. تأثرت البنية التحتية للنقل في المنطقة، بما في ذلك المدن الحدودية المغربية، خلال الحروب. 

## النقل
لا يوجد سوى 6,200 كيلومتر (3,900 ميل) من الطرق، منها 1,126 كيلومتر (700 ميل) معبدة.  توفر شبكة صغيرة من الطرق السريعة وصلات سفر برية محدودة. الطريق الوطني 1 هو طريق رئيسي يمر على طول ساحل المحيط الأطلسي في البلاد. يوجد عدد قليل من الطرق في الشمال وطريقان فقط في الجنوب يتفرعان من الطريق الوطني 1. جميع الطرق الأخرى هي طرق محلية في مختلف المدن والبلدات. تعتبر القيادة على الطرق الوعرة خطيرة نظرًا لوجود "الآلاف من الألغام غير المنفجرة" في المنطقة.  تم استخدام خطط الطرق السريعة في المنطقة التي بدأتها الجزائر لزيادة نفوذها في المنطقة.  هناك 4 شركات فقط مرخصة لاستخدام الحافلات في الصحراء الغربية وهي: ستيام وسوبراتورز وساتا وسات؛ تقدم حافلات ستيام وسوبراتورز خدمة يومية من الداخلة إلى مراكش عبر العيون وأكادير. 

## السكك الحديدية
لا يوجد خدمة سكك حديدية في الصحراء الغربية،  باستثناء خط يبلغ 5-كيلومتر (3.1 ميل) من السكك الحديدية الموريتانية؛ والذي (منذ إغلاق نفق شوم) يمر عبر أقصى الزاوية الجنوبية الشرقية من المنطقة.

## الموانئ
الميناء الرئيسي في الصحراء الغربية هو الداخلة وهو مرفق رسو صغير (ميناء مارشاند لاسارجا/ميناء إيلوت) يقع في خليج جنوب المطار. بالإضافة إلى رأس بوجادور - ميناء صغير به مخزن لقوارب الصيد في الداخل والعيون - ميناء المياه العميقة الرئيسي؛ تستخدمه السفن التي تحمل الفوسفات وسفن الصيد الكبيرة وزوارق الدوريات العسكرية.
يوجد في الصحراء أطول حزام ناقل في العالم بطول 100 كيلومتر (62 ميل)، من مناجم الفوسفاط في بوكراع إلى الساحل الجنوبي لمدينة العيون. وينقل الحزام حوالي 2000 طن متري من الصخور المحتوية على الفوسفات كل ساعة من المناجم إلى العيون حيث يتم تحميلها وشحنها.

## النقل الجوي

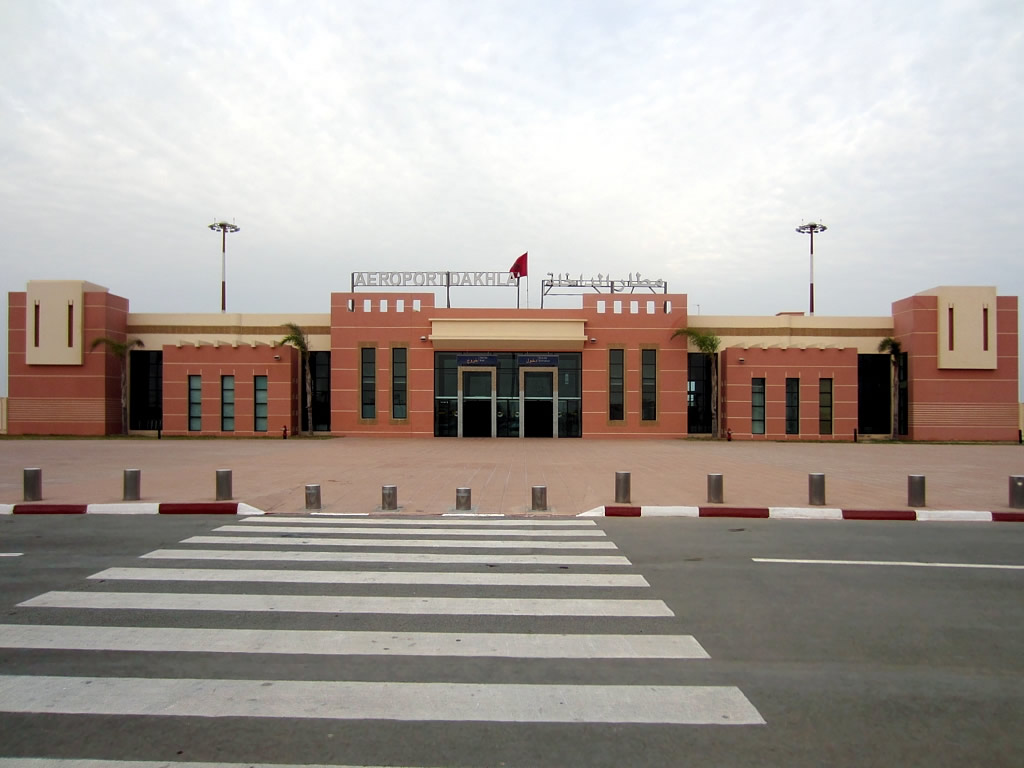
مطار الداخلة

هناك ستة مطارات، ثلاثة بمدارج مرصوفة وثلاثة بأسطح غير معبدة، ومهبط واحد للطائرات العمودية (عسكري في رأس بوجادور). مطار الحسن الأول، يخدم العيون، هو مطار دولي، لكن شركات النقل في المطار تتصل فقط بالوجهات الإقليمية (إلى المغرب أو جزر الكناري). يقع مطار الداخلة في مدينة الداخلة ولديه رحلات تشغيلية تجارية. مطار السمارة في السمارة ومطار الكويرة الذي يخدم الكويرة هما مطاران صغيران آخران في الصحراء الغربية.